# Bahnhof Nijmegen Dukenburg
Der Bahnhof Nijmegen Dukenburg ist ein Bahnhof in der Stadt Nijmegen in der Provinz Gelderland. Der 1973 eröffnete Bahnhof liegt im Bezirk Dukenburg im Südwesten der Stadt und verbindet diesen mit dem Stadtzentrum von Nijmegen sowie den übrigen Stationen an der Bahnstrecke Tilburg–Nijmegen.

## Geschichte

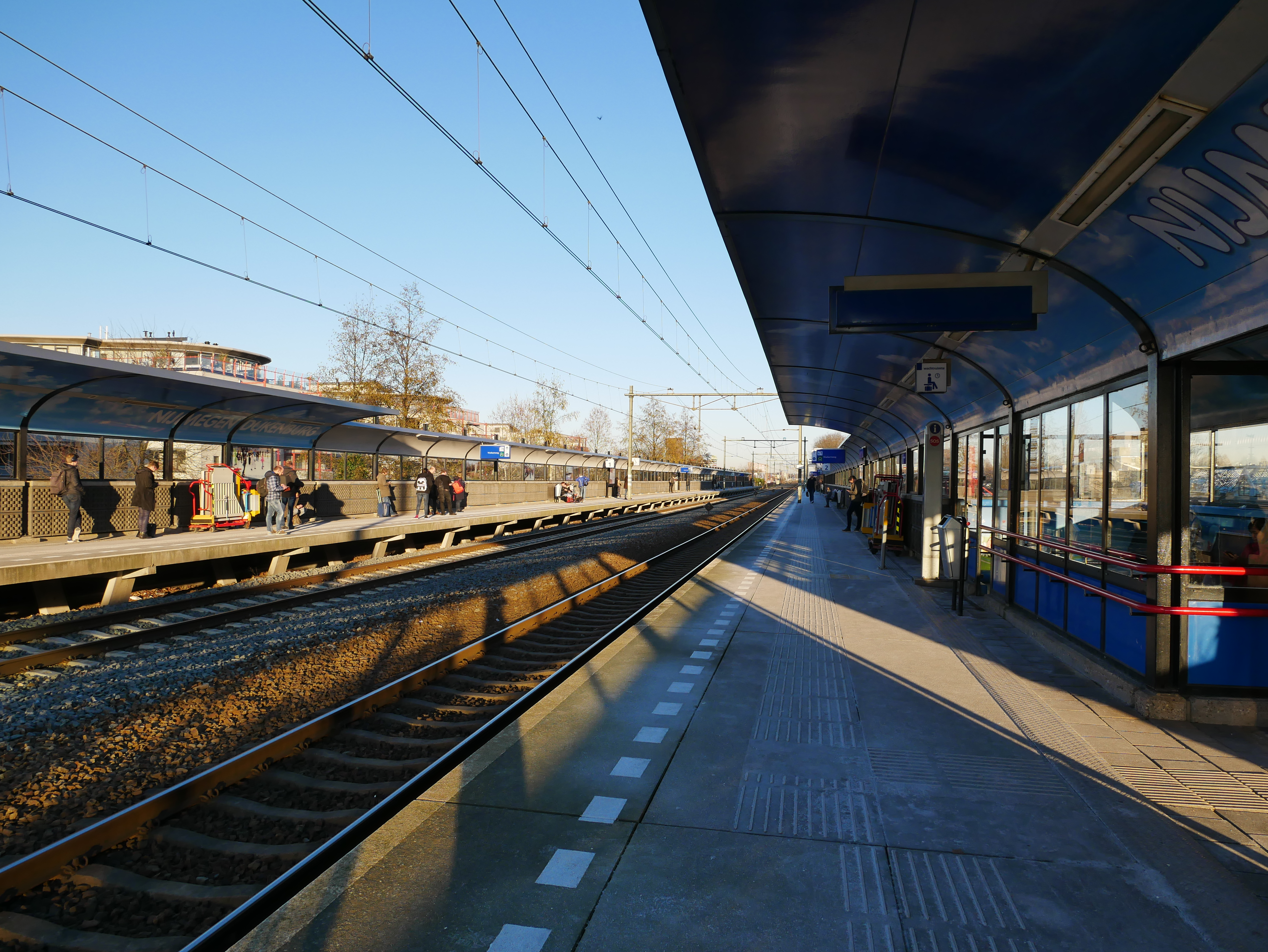
Bahnsteig in Blickrichtung Osten

Der Bezirk Dukenburg entstand in den 1960er-Jahren aufgrund einer großen Wohnungsnot, die zu diesem Zeitpunkt in Nijmegen herrschte. Ab 1966 wurden erste Wohnungen im Viertel Aldenhof gebaut, die ein Jahr später bezogen werden konnten. Aufgrund des zunehmenden Wohnungsbaus und der steigenden Einwohnerzahlen wuchs die Erkenntnis, dass für die neuen Bezirke Dukenburg und Lindenholt westlich des Maas-Waal-Kanals ein Bahnhof errichtet werden musste. Ein provisorischer Haltepunkt wurde am 3. Juni 1973 eröffnet. 13 Jahre später folgte der Bau eines Bahnhofsgebäudes nach Entwürfen des Architekten Paul Corbey. Das heute bestehende Nachfolgegebäude stammt aus dem Jahre 1996 und wurde von Theo Fikkers entworfen.

## Streckenverbindungen
Am Bahnhof Nijmegen Dukenburg halten im Jahresfahrplan 2022 Züge folgender Linien:
| Zugtyp   | Linienverlauf                                                                                      | Frequenz |
| -------- | -------------------------------------------------------------------------------------------------- | --- |
| Sprinter | Dordrecht – Breda – Tilburg – ’s-Hertogenbosch – Nijmegen Dukenburg – Nijmegen (– Arnhem Centraal) | halbstündlich (fährt abends nicht nach Arnhem; sonntags stündlich zwischen ’s-Hertogenbosch und Arnhem Centraal) |
| Sprinter | (Wijchen – Nijmegen Dukenburg –) Nijmegen – Arnhem Centraal – Zutphen                              | halbstündlich (abends und sonntags nicht nach Wijchen)                                                           |